# Південний полярний телескоп

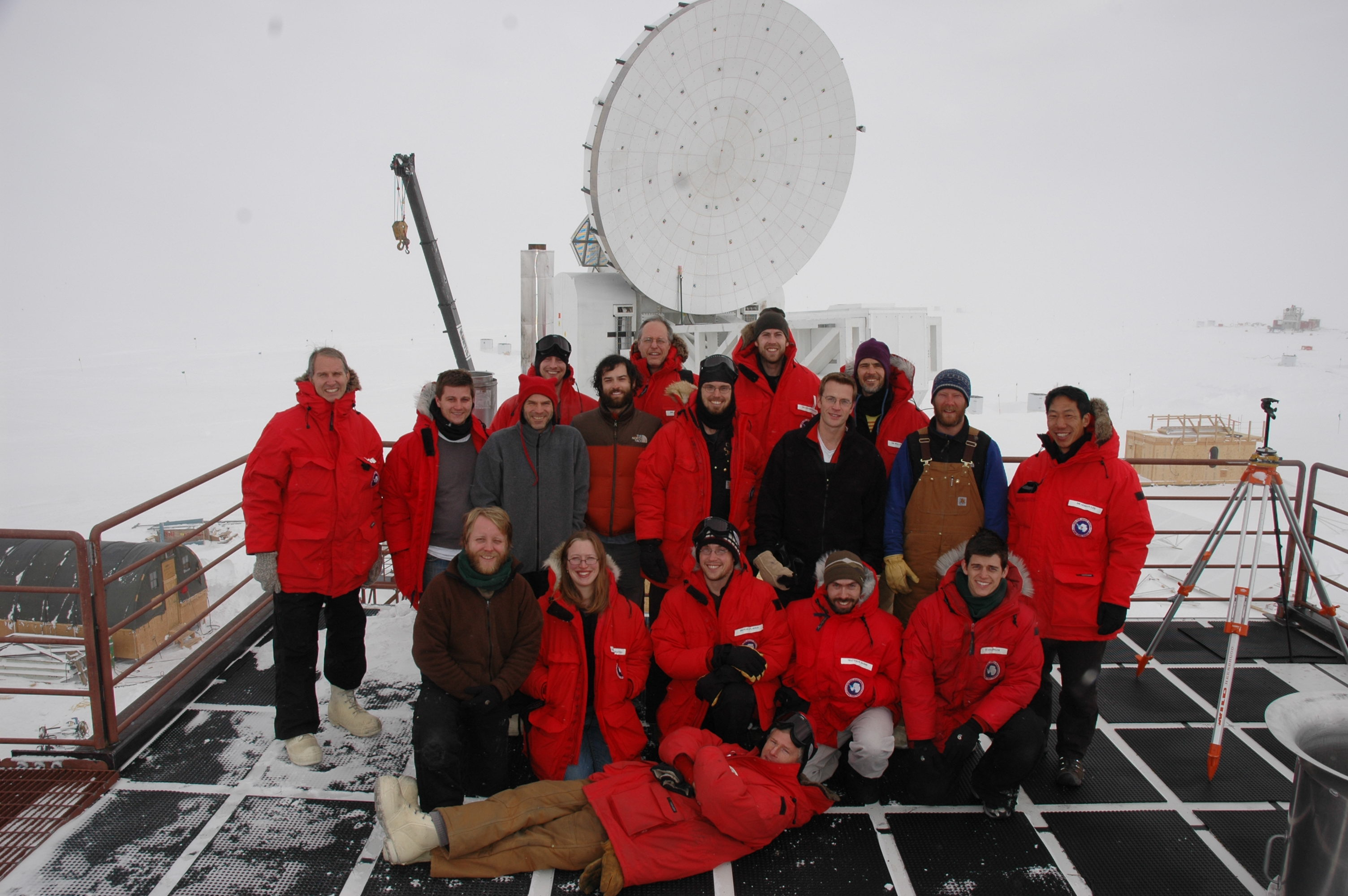
Південний полярний телескоп. Фото співробітників на фоні телескопа, 2007

Південнополюсний телескоп, The South Pole Telescope (SPT) — це 10-ти метровий телескоп на полярній станції Амудсена-Скотта в Антарктиді. 
Цей високочастотний телескоп оглядає небо в частотах 70-300 ГГц. Головна наукова мета — знайти тисячі кластерів галактик, а також темну матерію